# Václav Chaloupecký
Václav Chaloupecký (* 12. Mai 1882 in Dětenice, Bezirk Jičin, Österreichisch-ungarische Monarchie; † 22. November 1951 ebenda, Okres Jičín, Tschechoslowakei) war ein tschechischer Archivar und Historiker.

## Leben
Václav Chaloupecký studierte von 1903 bis 1908 Geschichte an der Prager Karlsuniversität. Anschließend promovierte er bei Jaroslav Goll mit der Dissertation „Jan IV. z Dražic, poslední biskup pražský“. Danach wirkte er als Lobkowitzer Bibliothekar und Archivar im Schloss Raudnitz. Mit Ausbruch des Ersten Weltkriegs 1914 wurde er in die Österreichische Armee eingezogen. Nach Kriegsende und der Gründung der Tschechoslowakei 1918 wurde er 1919 als Inspektor der slowakischen Bibliotheken und Archive berufen. Zugleich habilitierte er an der neu gegründeten Comenius-Universität Bratislava, die ihn 1923 als ordentlichen Professor für die Geschichte der Tschechoslowakei berief. 1937–1938 bekleidete er das Amt des Dekans der Philosophischen Fakultät und kurze Zeit auch des Rektors. 1938 kehrte er als Nachfolger des Historikers Josef Pekař an die Karlsuniversität zurück. Nun widmete er sich der Erforschung der ältesten böhmischen Geschichte, u. a. der Christianslegende sowie den Landesheiligen Wenzel und Adalbert. Diese Tätigkeit wurde am 1. November 1939 durch die Sonderaktion Prag beendet, mit der die tschechischsprachigen Hochschulen von der deutschen Besatzung des Protektorats geschlossen wurden. Nach Kriegsende 1945 konnte er die Lehrtätigkeit an der Karlsuniversität wieder aufnehmen. 1946 veröffentlichte er eine Lebensbeschreibung über den ersten Prager Erzbischof Ernst von Pardubitz.
Bereits 1925 wurde Václav Chaloupecký korrespondierendes Mitglied der Königlichen böhmischen Gesellschaft der Wissenschaften. 1932 wurde er außerordentliches und 1938 ordentliches Mitglied der Tschechischen Akademie der Wissenschaften und Künste. Anfang 1951 wurde er als Mitglied einer Kommission berufen, die die vormals Prager Deutsche Akademie der Wissenschaften und Künste abwickeln sollte. Am 22. November d. J. starb er in seinem Heimatort Dětenice.

## Werke (Auswahl)
- Fr. Palacký, Prag 1912
- Účet pokladníka arcibiskupství pražkého z let 1382/83, Prag 1912
- Staré Slovensko, Bratislava 1923
- Zápas o slovensko 1918, Prag 1930
- Středověké listy ze Slovenska: Sbírka listu a listin, psaných jazykem národním [Mittelalterliche Briefe aus der Slowakei], Melantrich, Bratislava 1937
- Prameny X. století: Legendy Kristiánovy o Svatém Václavu a svaté Ludmile, Prag 1939
- Karel IV. a Čechy: 1316–1378, Melantrich, Prag 1946
- Arnošt z Pardubic: První arcibiskup pražský 1346–1364, Prag 1946
- Valaši na Slovensku, 1947
- The Caroline University of Prague, Prag 1948